# Carlos Latuff
Carlos Latuff (Rio de Janeiro, 30 november 1968) is een controversieel Braziliaans cartoonist, karikaturist en links activist. Hij tekende aanvankelijk alleen voor vakbondsmedia in eigen land. Vanaf 1997 tekent hij ook over andere politieke onderwerpen, waarbij hij zich op buitenlands vlak vooral richt op het Israëlisch-Palestijns conflict en op de Verenigde Staten in relatie tot het Midden-Oosten. Hij neemt steevast stelling tegen Israël en de VS en schuwt hierbij niet om hen te vergelijken met nazi-Duitsland of de satan.
Zelf ziet hij zich als een artistiek activist; zijn werk beschrijft hij als "anti-kapitalistisch en anti-imperialistisch". Hij is een gevierd kunstenaar in de islamitische wereld en behaalde in 2006 bijvoorbeeld een gedeelde tweede plaats in de omstreden Holocaust Cartoon Competitie in Iran. In Israël daarentegen wordt hij gezien als een negationist en antisemiet; het Simon Wiesenthal Center plaatste hem in 2012 om die reden op nummer 3 van de top 10 van antisemitische en anti-Israël-besmetters.

## Biografie
Latuff werd geboren in Rio de Janeiro. Alleen zijn grootvader komt van origine uit de Arabische wereld, namelijk uit Libanon. Hem heeft hij echter nooit gekend en verder heeft hij geen Arabische achtergrond.
Als kind was hij gefascineerd door tekenfilms van de Amerikaanse filmstudio Hanna-Barbera met in die tijd producties als Scooby-Doo en vele andere. Door de censuur tijdens de militaire dictatuur waren in zijn jeugd vaak tekenfilms op televisie te zien. Hij is ongehuwd en woont anno 2011 nog steeds bij zijn ouders in Rio.

### Ontwikkeling tot politiek cartoonist
In Brazilië werkt hij sinds 1989 als cartoonist voor publicaties van vakbonden. Hij maakt zijn mening daarnaast duidelijk door geregeld mee te doen aan demonstraties in eigen land. Zelf ziet hij zich als een artistiek activist; zijn werk beschrijft hij als "anti-kapitalistisch en anti-imperialistisch", maar geenszins als communistisch noch anarchistisch.

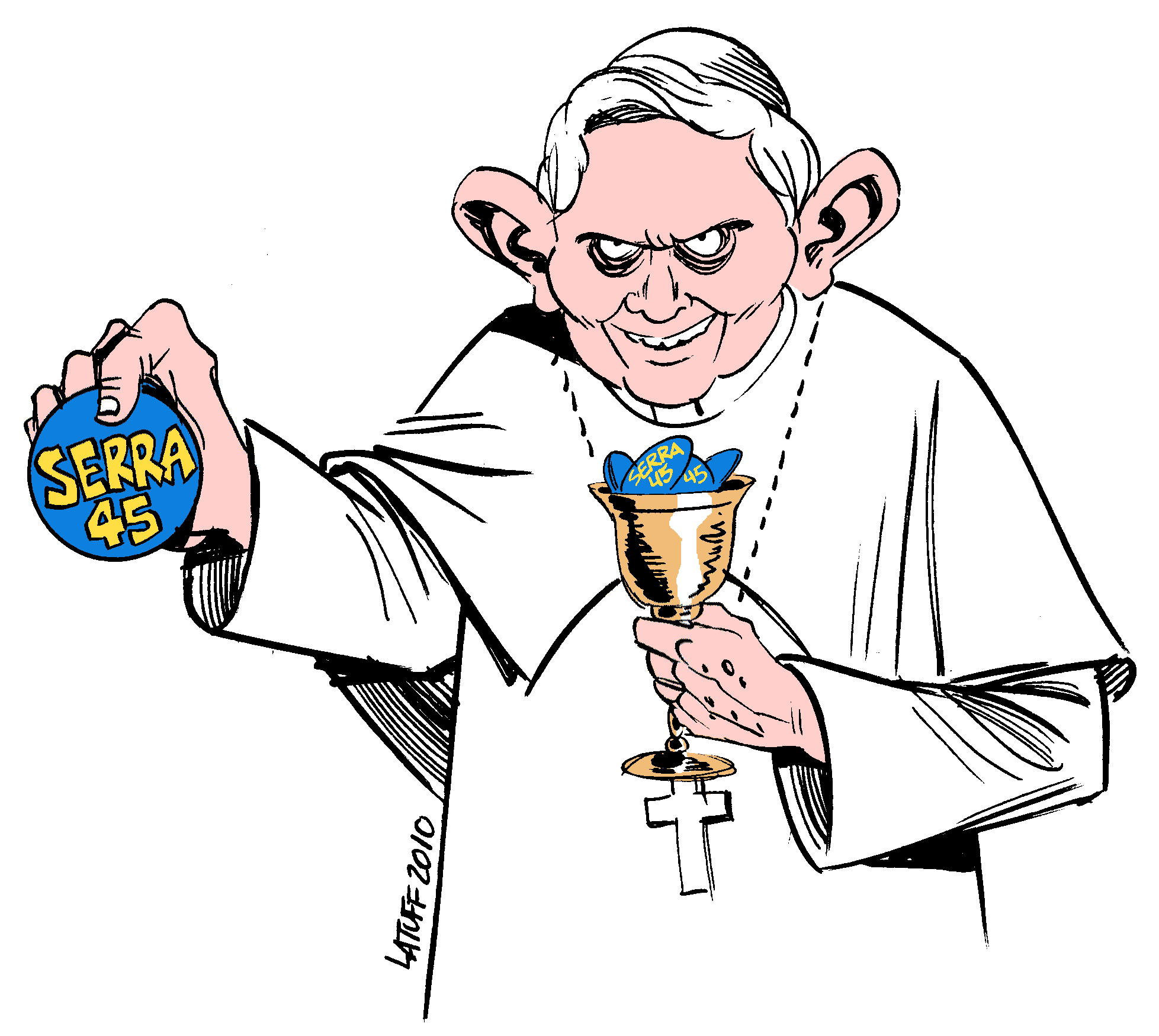
Cartoon voor binnenlands gebruik, nadat paus Benedictus zich had gemengd in de verkiezingsstrijd tussen Dilma Rousseff en José Serra

Tot 1997 hield hij zich alleen bezig met het tekenen voor de vakbondspers en was hij zelf niet politiek betrokken. In dat jaar zag hij een documentaire over zapatisten in Mexico. Hij maakte twee cartoons voor de zapatisten die hij naar hen faxte. Vanaf toen begonnen dingen bij hem een plaats te krijgen. Er kwam een ommekeer in zijn denken, waarbij hij besefte dat werken en zijn dezelfde twee dingen zijn, en dat het omschakelen naar politiek tekenen niet te vergelijken is met het verwisselen van een lamp, maar een beoefening van kunst is die hij kan gebruiken als wapen in een politieke strijd. Het thema dat hem sindsdien het meeste inspireert, is politiek geweld. De stap naar internationale thema's maakt hij omdat iedereen in de wereld naar zijn mening het slachtoffer is van hetzelfde economische systeem. Is het lijden mondiaal, dan zou de solidariteit dat naar zijn mening ook moeten zijn.

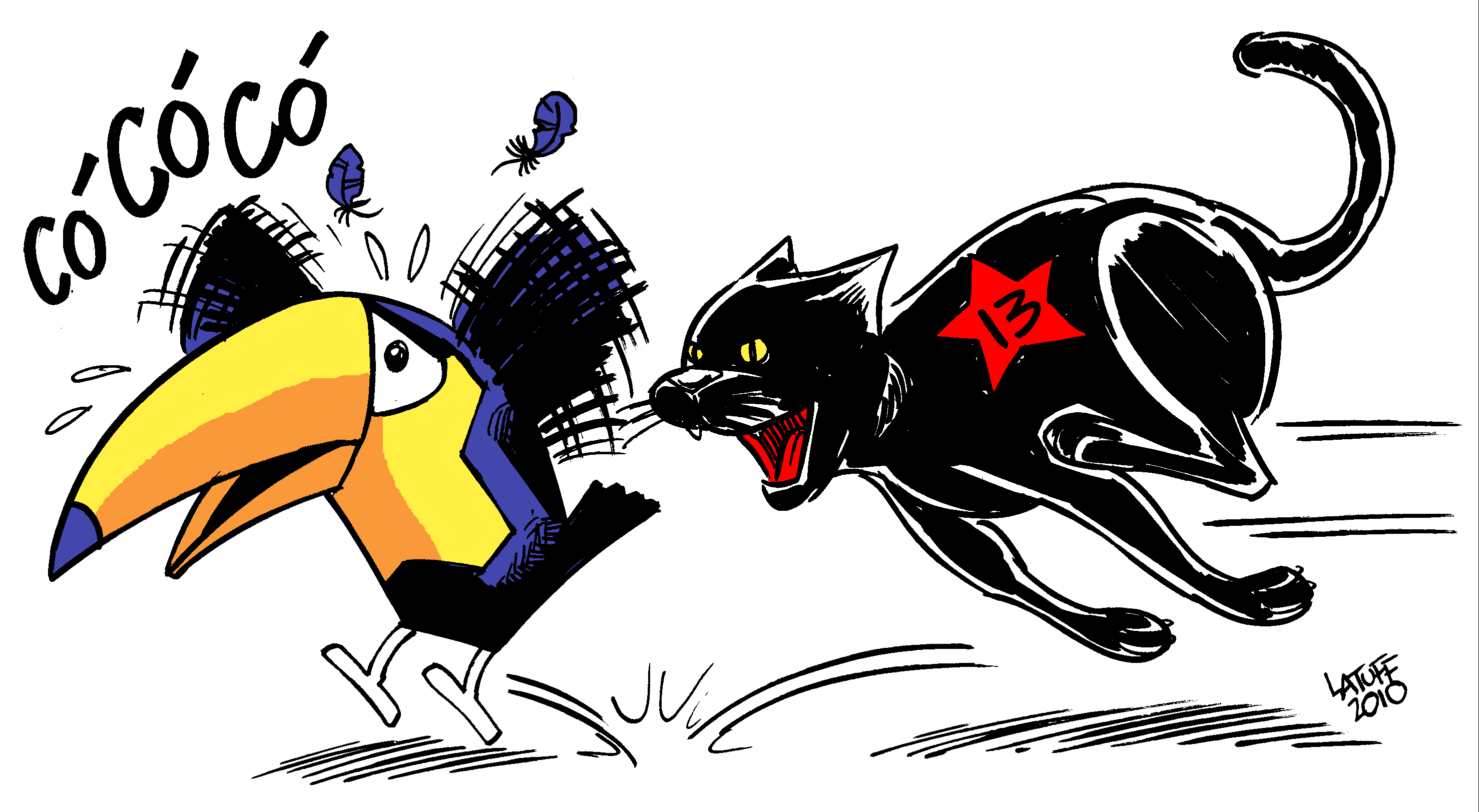
De Arbeiderspartij-kat die jaagt op de sociaaldemocratische toekan

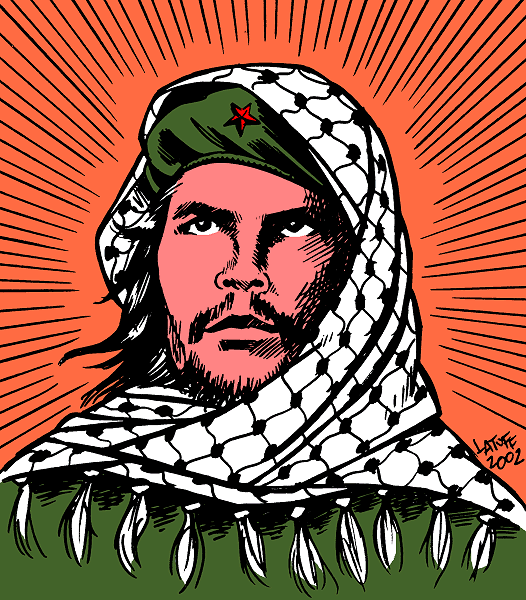
Che Guevara met een keffiyeh

In eigen land bracht zijn stap naar politieke thema's hem al verschillende malen in de problemen, onder meer doordat hij politiegeweld in de krottenwijken van Rio compromisloos neerzet. Hiervoor werd hij drie maal gearresteerd. In 2013 liet hij weten dat hij bang was te worden vermoord of te verdwijnen, nadat er op twee Facebookpagina's van politie-aanhangers werd opgeroepen hem lastig te vallen en te vermoorden. De oproep kwam nadat hij op zijn eigen Facebookpagina een jongen had geprezen die zijn ouders had vermoord die beide politie-agent waren.
Hij was twee maal in het Midden-Oosten, in 1999 en 2009, en bezocht toen vluchtelingenkampen in Jordanië en de Westelijke Jordaanoever. In Egypte, waar zijn cartoons de revolutie van 2011 ondersteunden, is hij nog nooit geweest. Naar eigen zeggen in een interview met Reuters waren deze bezoeken voor hem voldoende om de dynamiek en de onderdrukking in de regio te begrijpen, die hij vergelijkt met het geweld dat hij kent van de favela's in eigen land. Tijdens zijn bezoek in 1999 beloofde hij een man in Hebron dat hij bij terugkomst in eigen land zijn vaardigheden zou gaan inzetten voor het Palestijnse volk. Op zijn pagina op Deviant Art prijkt een foto van zijn ontmoeting met Leila Khaled, een Palestijnse die bekend werd als eerste vrouwelijke vliegtuigkaper.
Latuff schenkt uit solidariteit zijn werk rechtenvrij aan leiders van protesten, in aanvankelijk vooral de Palestijnse gebieden. Enkele jaren voor de Arabische Lente belde hij met dit doel bijvoorbeeld naar Gulf News uit Dubai, met de boodschap: "Mijn kunst is van jullie. Gebruik het ten bate van de Palestijnen of wie ook maar in onderdrukking leeft." Zijn werk plaatst hij op TwitPic, een fotodienst vergelijkbaar met Twitter, waardoor zijn afbeeldingen tegelijk met het nieuws wereldkundig worden.
Door zijn steun aan het Palestijnse volk kreeg hij al verschillende malen te maken met doodsbedreigingen en wordt zijn naam op allerlei manieren op het internet gedemoniseerd. Dat zijn cartoons internationaal impact hebben, werd hem pas goed duidelijk toen hij op tv zag dat ze op spandoeken waren afgedrukt tijdens de Egyptische Revolutie van 2011, nog geen twee dagen nadat hij ze online had gezet. Voor hem betekent dit dat zijn werk zin heeft. Hij ziet het plaatsen van zijn werk op sociale media verder slechts als een instrument. Het zijn naar zijn overtuiging de mensen die de revolutie maken.

### Palestijns-Israëlisch conflict

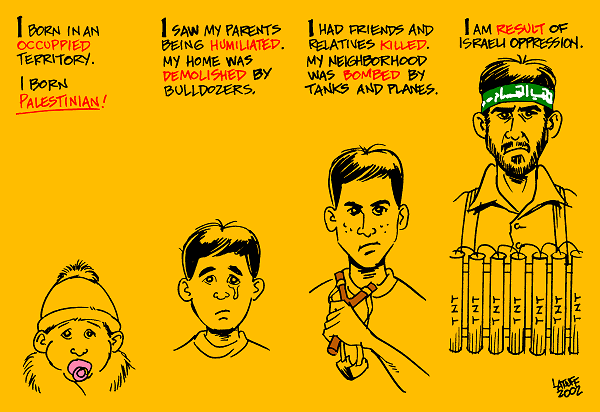
De ontwikkeling van een Palestijn tot zelfmoordaanslag-pleger volgens Latuff

In 2002 publiceerde hij de serie We are all Palestinians (Wij zijn allemaal Palestijnen) op de Zwitserse website van Indymedia. In deze serie scheert hij de situatie van de Palestijnen over één kam met andere personen in onderdrukte situaties. Een Palestijn vergelijkt hij in deze serie met een Jood in een getto in Warschau in de Tweede Wereldoorlog, een zwarte vrouw tijdens de apartheid, een Vietnamees in de Vietnamoorlog die door een Amerikaanse soldaat vertrapt wordt, een Tibetaanse monnik die neergeslagen wordt door een Chinese soldaat, een Noord-Amerikaanse indiaan die neergeschoten wordt door de Amerikaanse cavalerie en een Chiapas-indiaan die in opstand komt tegen een Mexicaanse soldaat. Op alle afbeeldingen roept het slachtoffer "Ik ben Palestijns." Ook wordt er in alle gevallen een inheemse persoon getoond die het slachtoffer is van een iemand die er na hem is gekomen, waarmee hij uitdrukt dat Israël deel uitmaakt van het kolonialisme en er niet los van staat.
Vanwege de eerste afbeelding werd er een aanklacht ingediend tegen de website van Indymedia door de Zwitserse organisatie Aktion Kinder des Holocaust (AKdH), een vereniging die zich inzet tegen antisemitisme en racisme. Op de foto is een jongen met een Jodenster te zien die naar een deur kijkt met de tekst in het Duits en Pools: "Woongebied van de Joden - Toegang verboden". De AKdH verloor de rechtszaak echter.

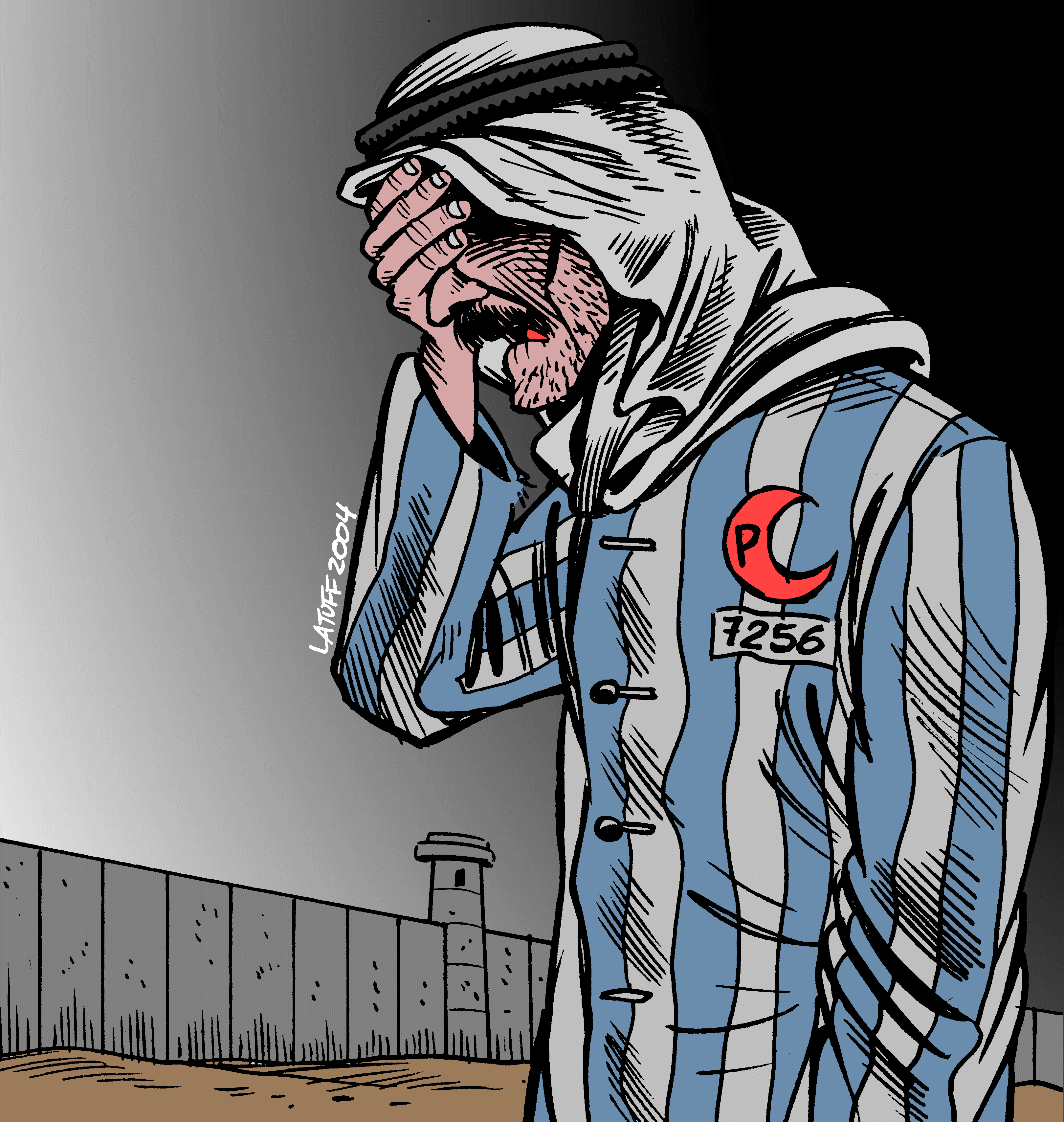
Tweede plaats in de omstreden Holocaust Cartoon Competitie

Ook in later werk over het Palestijns-Israëlische conflict houdt hij vast aan de ongecompromitteerde karikatuur die Israëlische soldaten afschildert als nazi-Duitsers. Dit werk heeft hem enerzijds vriendschappen gebracht in de Arabische wereld. Anderzijds heeft het hem het verwijt opgeleverd een antisemiet te zijn, wat hij naar zijn mening niet is. Hij onderstreept dit door aan te geven dat hij de davidster nooit afzonderlijk tekent, maar altijd in combinatie met de vlag van Israël.
In 2004 kwam hij niettemin ook met een meer verzoenende serie over dit conflict, onder de titel Forgiveness (Vergeving). In deze serie toont hij telkens een Israëli en een Palestijn in een verzoenende houding, zoals een omhelsing of een gezamenlijk gelukkig moment.

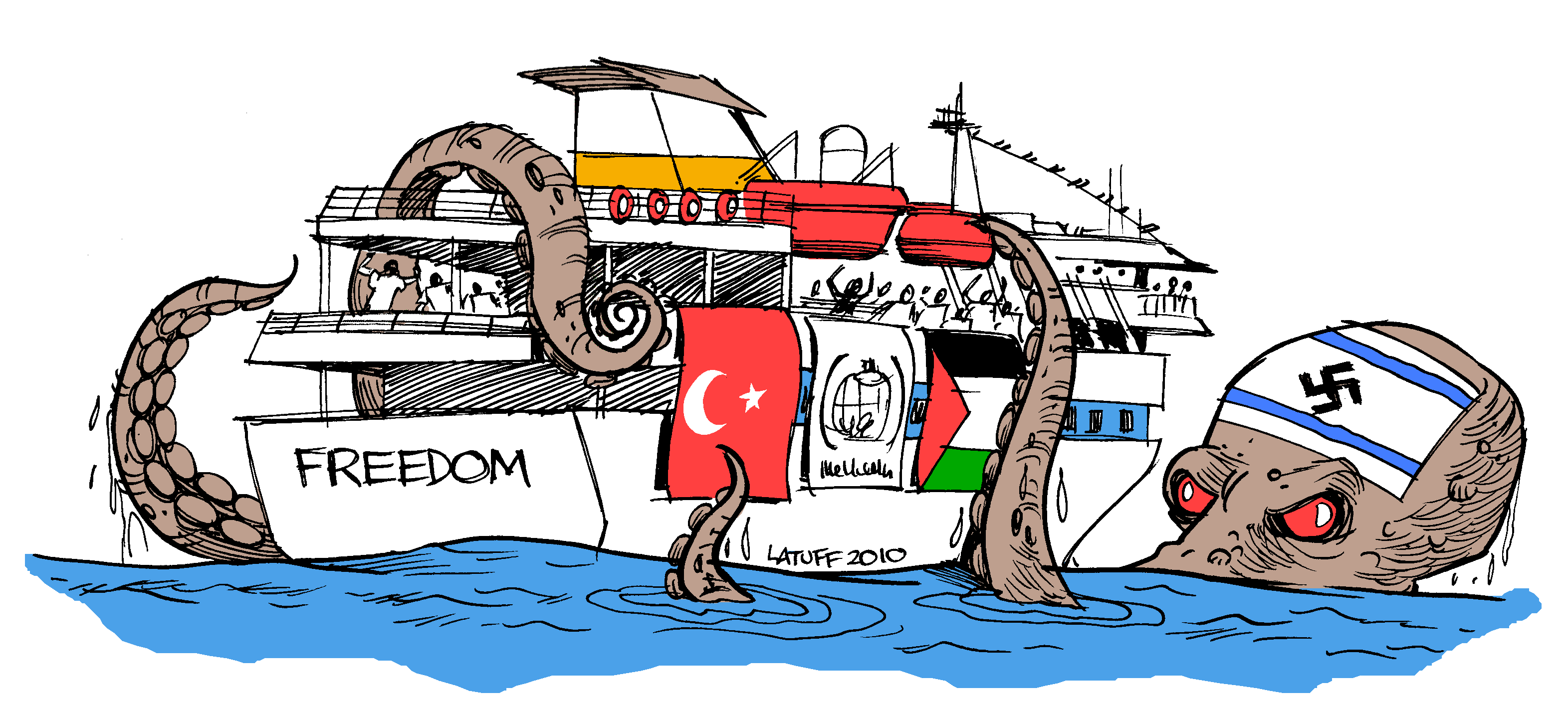
Politieke cartoon over de onderschepping van het scheepskonvooi voor Gaza

In 2006 deed Latuff mee aan de omstreden Holocaust Cartoon Competitie die werd georganiseerd door de Iraanse krant Hamshahri als reactie op de cartoons over Mohammed in Jyllands-Posten. Latuff won de gedeelde tweede prijs in de competitie met een cartoon over een Palestijn achter de Israëlische Westoeverbarrière, met op zijn borst een rode halve maan in plaats van een davidster. De competitie was omstreden en werd door veel politieke leiders afgekeurd, zoals door Kofi Annan, de toenmalige secretaris-generaal van de Verenigde Naties. Jaren later kreeg Latuff nog steeds het verwijt van Holocaustontkenning om deze cartoon. Hijzelf vindt dat hij met het concentratiekamp-uniform juist duidelijk gemaakt heeft de Holocaust geenszins te ontkennen.
Verder maakte hij een groot aantal karikaturen en cartoons over verscheidene actuele onderwerpen, zoals over de onderschepping van het scheepskonvooi door het Israëlische leger dat vanuit Turkije naar Gaza was vertrokken. Op de cartoon is een inktvis te zien met een Israëlische vlag waarop een hakenkruis in plaats van een Davidster is afgebeeld. Vanwege de plaatsing van de cartoon in de Egyptische krant Al-Watani al-Youm (Nationaal Vandaag), de spreekbuis van de toenmalige Egyptische president Moebarak, ondernam de Israëlische ambassade in Caïro de ongebruikelijke stap om een officiële afwijzende reactie op een cartoon te geven.

### Arabische Lente

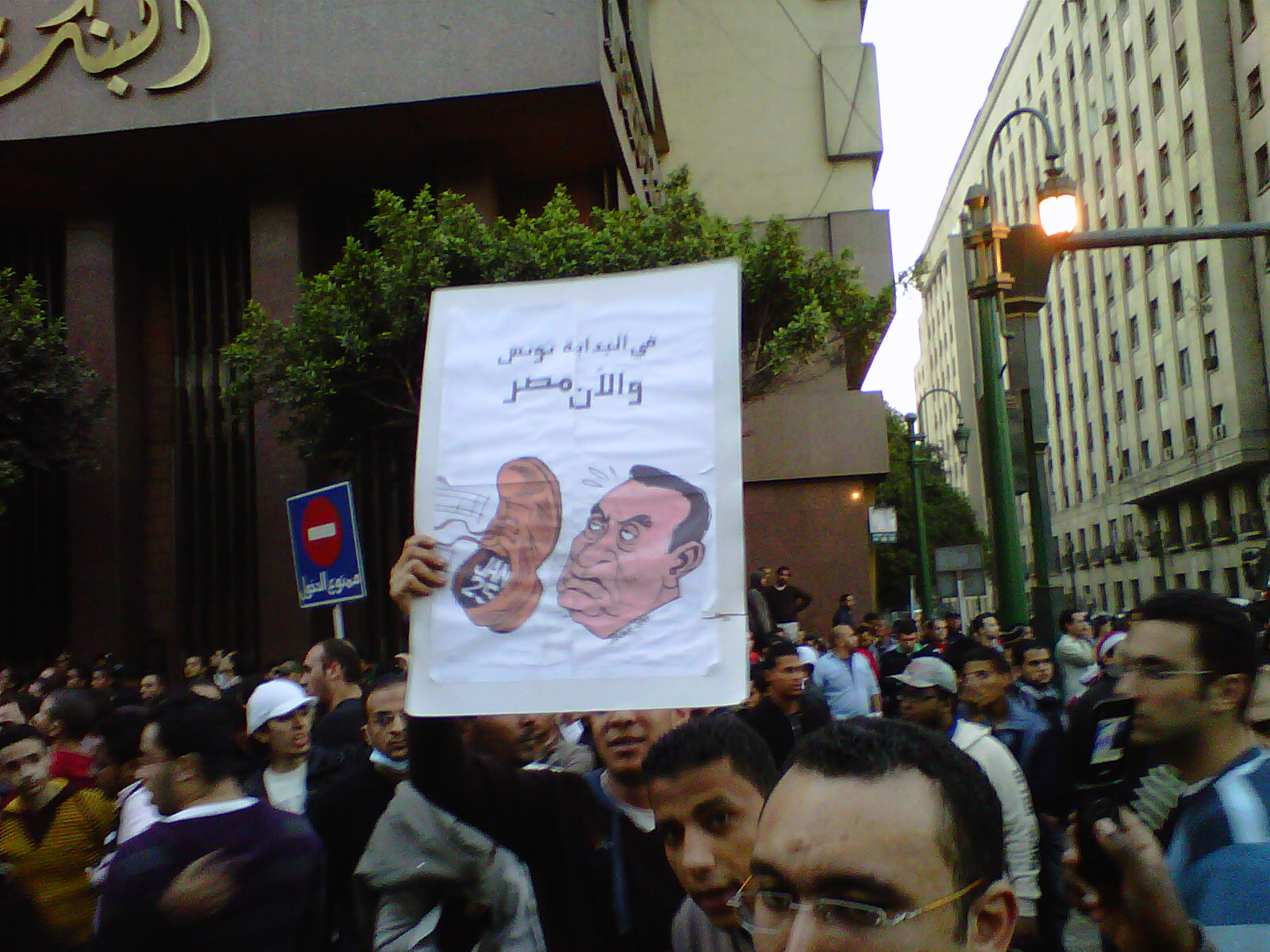
Latuffs werk tijdens protesten: schoen voor Moebarak op de eerste dag (Twitter-hashtag #25JAN) van de Egyptische Revolutie

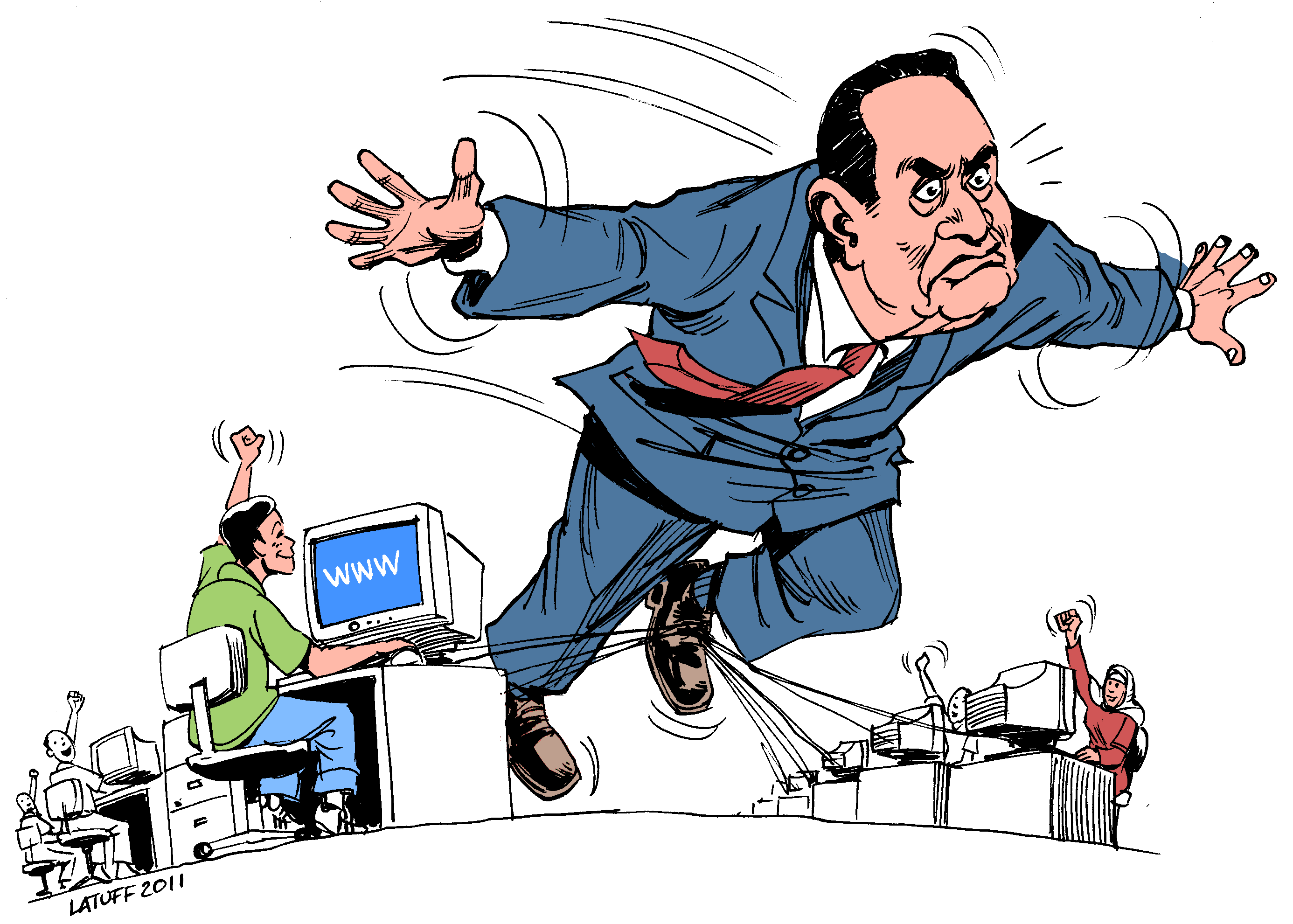
President Moebarak die struikelt over het protest via de sociale media

Latuff richt zijn pijlen niet alleen op Israël, maar levert ook steeds meer kritische cartoons over de situatie in andere landen in de Arabische wereld. Tijdens de Arabische Lente in 2010 en 2011 werden zijn cartoons voor protestdoeleinden gedownload en op spandoeken en T-shirts gedrukt in Tunesië, Egypte, Lybië en Bahrein.
Latuff was bijzonder productief tijdens de Egyptische Revolutie van 2011 waarvoor hij meer dan honderd cartoons tekende. Voor hem was het extra inspirerend toen hij zijn cartoons op spandoeken en T-shirts terugzag, nog geen twee dagen nadat hij ze op het internet had gezet.
Ook na de Egyptische revolutie is Latuff over Egypte blijven tekenen, waar machtige personen van de veiligheidsdienst nog steeds op hun positie zitten. Onder meer tekende hij hierover een cartoon van een slang die met een vrouw meekijkt op haar computerbeeldscherm. Deze cartoon verwijst naar de gevangenneming van Asmaa Mahfouz na de revolutie door de veiligheidsdienst, omdat ze het leger zou hebben beledigd op Twitter. Ze werd later weer vrijgelaten.

### Ontvangst

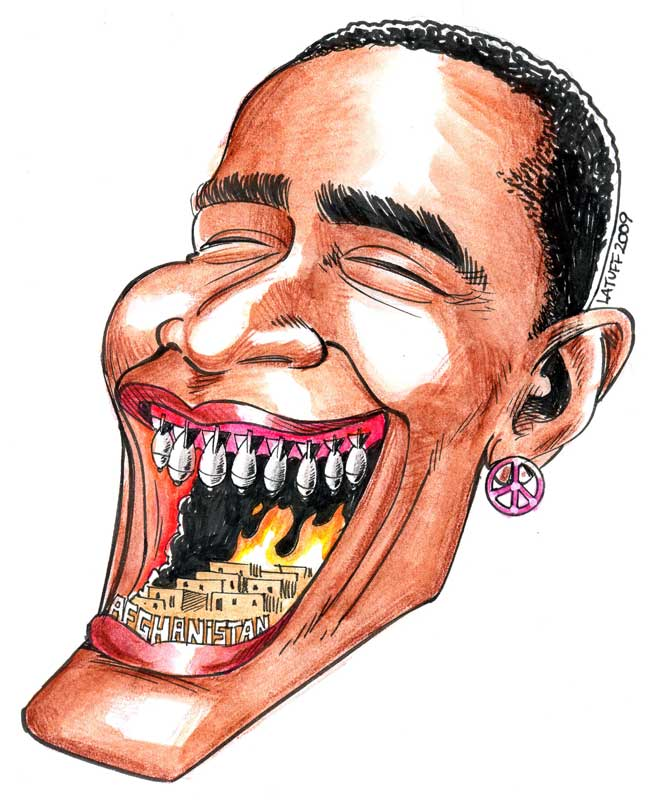
Cartoon over de beslissing van president Obama om meer troepen naar Afghanistan te zenden

In de Arabische wereld is Latuff een gevierd kunstenaar en wordt zijn werk gretig gebruikt als satirisch wapen tijdens protesten en revoluties. Het rechtenvrije gebruik van zijn werk speelt daarbij een rol in de mate van verspreiding ervan. Volgens Reuters vormen de cartoons van Latuff een grote inspiratiebron in de Arabische opstanden. In Iran behaalde hij voor zijn werk zelfs een gedeelde tweede plaats in de omstreden Holocaust Cartoon Competitie. Maar ook was het een nieuwsitem voor Iraanse media, dat Latuff een Amerikaanse prijs had gewonnen voor Beste politieke cartoon voor zijn werk getiteld Once Upon a Time in Rafah.
In Israël daarentegen wordt hij gezien als een negationist en antisemiet; het Simon Wiesenthal Center plaatste hem in 2012 om die reden op nummer 3 van de top 10 van antisemitische en anti-Israël-besmetters. De Joodse organisatie Aktion Kinder des Holocaust spande in 2002 zelfs tevergeefs een rechtszaak aan tegen Indymedia Zwitserland vanwege een cartoon die Latuff op die website had geplaatst.
Volgens Joël Kotek, een Gents politicoloog en geschiedkundige die verbonden is aan de Université libre de Bruxelles, gaat Latuff een onmogelijke combinatie aan, door zowel een antiracisist als een antisemiet te zijn. Hierbij zou hij alle thema's van het klassieke antijudaïsme aan de actuele Israëlische politiek verbinden.
Volgens Christoph Hamann, hoogleraar geschiedenis aan de Technische Universiteit Berlijn, zijn de karikaturen van Latuff enerzijds "visuele uitdrukkingen van antisemitisme" en een "omkering van de dader en het slachtoffer", maar zou dit type antisemitisme anderzijds de Holocaust niet ontkennen.
Op kritiek van de Israëlische ambassade in Caïro op een van zijn cartoons waarop hij de Davidster in de Israëlische vlag had vervangen door een hakenkruis, reageerde Latuff dat hij het belangrijker had gevonden dat de Israëlische autoriteiten meer aandacht hadden getoond voor de doden die vielen tijdens de onderschepping van het scheepskonvooi voor Gaza waarover de cartoon gaat.